# Ayvacık-Talsperre

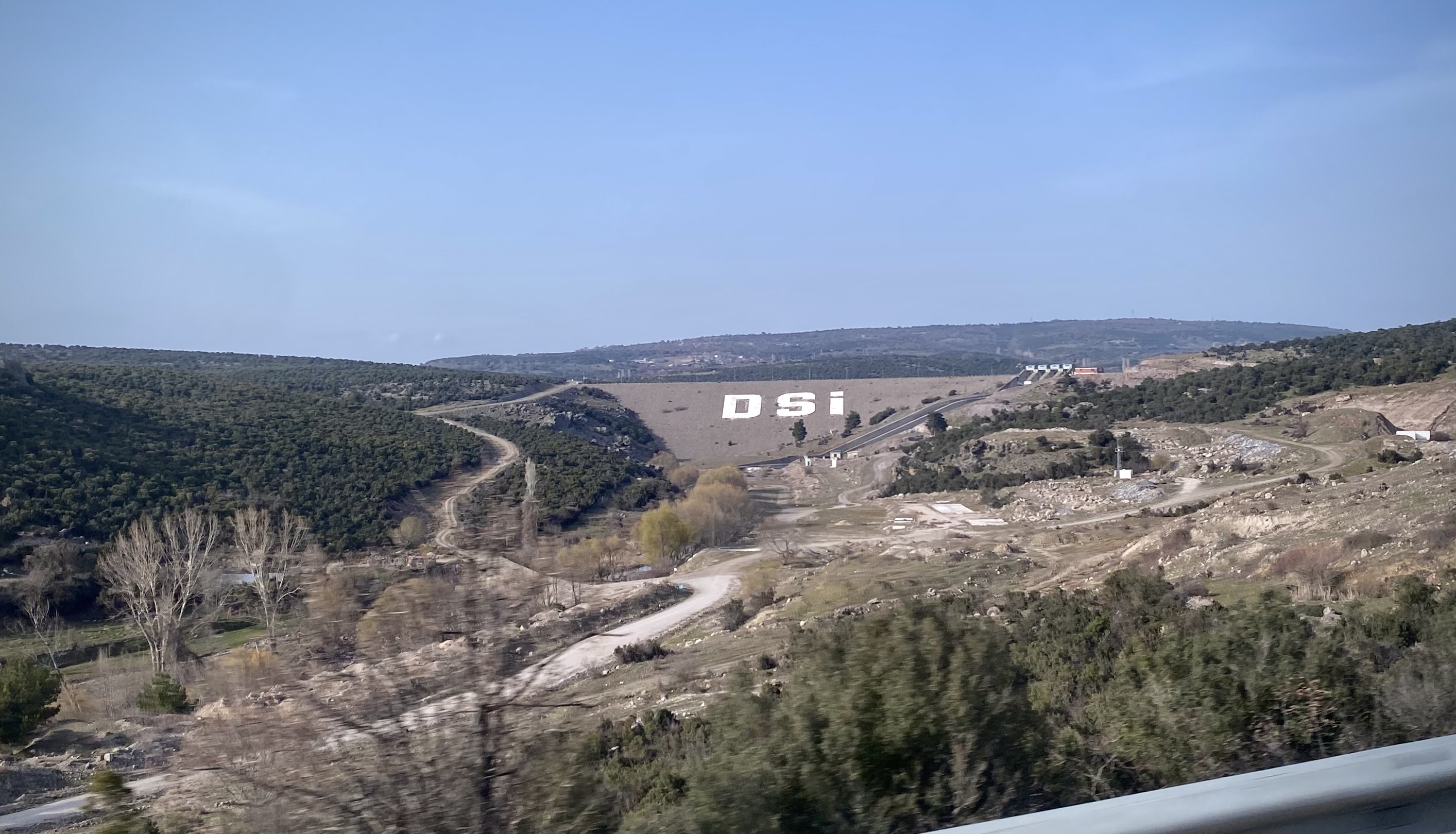
Ayvacık-Talsperre (2022)

Die Ayvacık-Talsperre (türkisch Ayvacık Barajı) befindet sich am Fluss Tuzla Çayı in der Provinz Çanakkale im Nordwesten der Türkei.
Die 4 km östlich der Stadt Ayvacık gelegene Talsperre wurde in den Jahren 1997–2008 zum Zweck der Bewässerung und der Trinkwasserversorgung errichtet.
Das Absperrbauwerk ist ein 49 m (über Talsohle) hoher Erdschüttdamm mit Lehmkern.
Das Dammvolumen beträgt 1,072 Mio. m³. Der Stausee bedeckt eine Fläche von 3,42 km² und weist ein Speichervolumen von 39 Mio. m³ auf. Die Talsperre ist für die Bewässerung einer Fläche von 3400 ha ausgelegt.